# Kanton Acoua
Der Kanton Acoua ist ein ehemaliger Kanton im französischen Übersee-Département Mayotte, der von 1977 bis 2015 bestand und genau das Gebiet der Gemeinde Acoua umfasste. Vertreter im Generalrat von Mayotte war von 2008 bis 2015 Soiderdine Madi.